# 吐曼塔勒乡
吐曼塔勒乡，是中华人民共和国新疆维吾尔自治区喀什地区麦盖提县下辖的一个乡镇级行政单位。

## 行政区划
吐曼塔勒乡下辖以下地区：
库如克鲁克村、温乌塔克村、吐曼塔勒村、皮力特库木希村、阿亚克塔木村、敏奶克村、农场村、巴格热克林场村、奇热木旦勒克村、托盖墩村、阿吉阿瓦提村、亚库勒村、阿其克塔勒克村和开外孜力克村。